# Глен-Еллен (Каліфорнія)
Глен-Еллен (англ. Glen Ellen) — переписна місцевість (CDP) в США, в окрузі Сонома штату Каліфорнія. Населення — 714 особи (2020).

## Географія
Глен-Еллен розташований за координатами 38°21′18″ пн. ш. 122°32′40″ зх. д. / 38.35500° пн. ш. 122.54444° зх. д. (38.355034, -122.544441).  За даними Бюро перепису населення США в 2010 році переписна місцевість мала площу 5,45 км², з яких 5,44 км² — суходіл та 0,00 км² — водойми.

## Демографія
Згідно з переписом 2010 року, у переписній місцевості мешкали 784 особи в 364 домогосподарствах у складі 212 родин. Густота населення становила 144 особи/км².  Було 421 помешкання (77/км²).
Расовий склад населення:
| - 88,4 % — білих - 2,0 % — азіатів - 1,1 % — корінних американців - 0,4 % — вихідців з тихоокеанських островів - 0,4 % — чорних або афроамериканців - 2,3 % — осіб інших рас |

До двох чи більше рас належало 5,4 %. Частка іспаномовних становила 8,5 % від усіх жителів.
За віковим діапазоном населення розподілялося таким чином: 16,1 % — особи молодші 18 років, 70,8 % — особи у віці 18—64 років, 13,1 % — особи у віці 65 років та старші. Медіана віку мешканця становила 51,4 року. На 100 осіб жіночої статі у переписній місцевості припадало 103,6 чоловіків;  на 100 жінок у віці від 18 років та старших — 101,2 чоловіків також старших 18 років.
За межею бідності перебувало 7,9 % осіб, у тому числі 0,0 % дітей у віці до 18 років та 0,0 % осіб у віці 65 років та старших.
Цивільне працевлаштоване населення становило 316 осіб. Основні галузі зайнятості: науковці, спеціалісти, менеджери — 27,5 %, освіта, охорона здоров'я та соціальна допомога — 22,5 %, роздрібна торгівля — 7,0 %, фінанси, страхування та нерухомість — 6,0 %.